# Yemas del Tajo
Las yemas del Tajo son un dulce típico del municipio de Ronda, provincia de Málaga, Andalucía, España, que pueden encontrarse en una céntrica pastelería de la localidad. Este producto solo puede ser vendido bajo el nombre de Yema del Tajo si proviene de su pastelería natal, Las Campanas, habiendo sido patentada por este establecimiento desde 1929. Tienen un sabor y textura muy similar a las yemas de Santa Teresa aunque de diferente presentación y elaboración. El nombre del dulce hace referencia al Tajo de Ronda. Su elaboración se basa en un primer paso  en la mezcla y ebullición  de azúcar y agua durante unos minutos. A continuación, se separa la clara del huevo y se liga la yema con almíbar. Para terminar se une todo siempre a fuego lento y se deja enfriar durante horas. Una vez fría la yema, se vierte en una gran cantidad de azúcar glas y se le da la forma al dulce. Una vez acabado el proceso serán vendidas en cajas de dieciséis o treinta y dos unidades.

## Origen
Su origen viene de un antiguo monasterio de la ciudad de Ronda en el cual las hermanas monjas las elaboraban y vendían a la población. Posteriormente en el siglo XIX empezaron a ser más conocidas y han llegado hasta el día de hoy.